# Streblochaete
Streblochaete és un gènere monotípic de plantes de la família de les poàcies. La seva única espècie: Streblochaete longiarista, és originària d'Àfrica tropical, Java i Filipines.

## Descripció
Són plantes perennes; cespitoses amb culms de 30-100 cm d'alt; herbàcies; no ramificada a dalt. Fulles no auriculades. Els marges de la beina units. Làmines de les fulles linear-lanceolades; laminades; sense nervadures transversals. La lígula és una membrana ciliada; no truncada; de 3-12 mm de llarg. Plantes bisexuals, amb espiguetes bisexuals; amb flors hermafrodites.

## Taxonomia
Streblochaete longiarista va ser descrita per (A.Rich.) Pilg. i publicada a Notizblatt des Botanischen Gartens und Museums zu Berlin-Dahlem 9: 516. 1926.
Citologia
El nombre cromosòmic bàsic és x = 10.
Sinonímia
- Bromus trichopodus A.Rich.
- Danthonia longiaristata (A.Rich.) Engl.
- Danthonia streblochaeta Steud.
- Koordersiochloa javanica Merr.
- Pseudostreptogyne richardii A.Camus
- Streblochaete nutans Pilg.
- Trisetum longiaristum A.Rich.[3]